# Klevhammaren
Klevhammaren är en sjö i Flens kommun i Södermanland och ingår i Nyköpingsåns huvudavrinningsområde.